# Alois Negrelli
Alois Negrelli (també Louis Negrelli), des de 1850 amb el títol nobiliari de cavaller  Negrelli von Moldelbe (nascut 23 de gener 1799 a Fiera di Primiero, prop de Trento, Tirol; mort l'1 d'octubre de 1858 a Viena) era un enginyer de l'Imperi Austrohongarès.
Negrelli va construir carreteres, ponts i ferrocarrils, així com unes esglésies a Àustria, Itàlia i Suïssa. A Suïssa va ser director de projecte del primer ferrocarril del país, l'Schweizerische Nordbahn de Zúric cap a Baden a Aargau.
També va participar en el mesurament i els planols per al canal de Suez des de 1836 i era membre de la Société d'Études du Canal de Suez des de 1846. El 1855 Ferdinand de Lesseps el va convidar a participar en la Commission Internationale pour le percement de l'isthme de Suez (Comissió internacional per a l'obertura de l'istme de Suez).

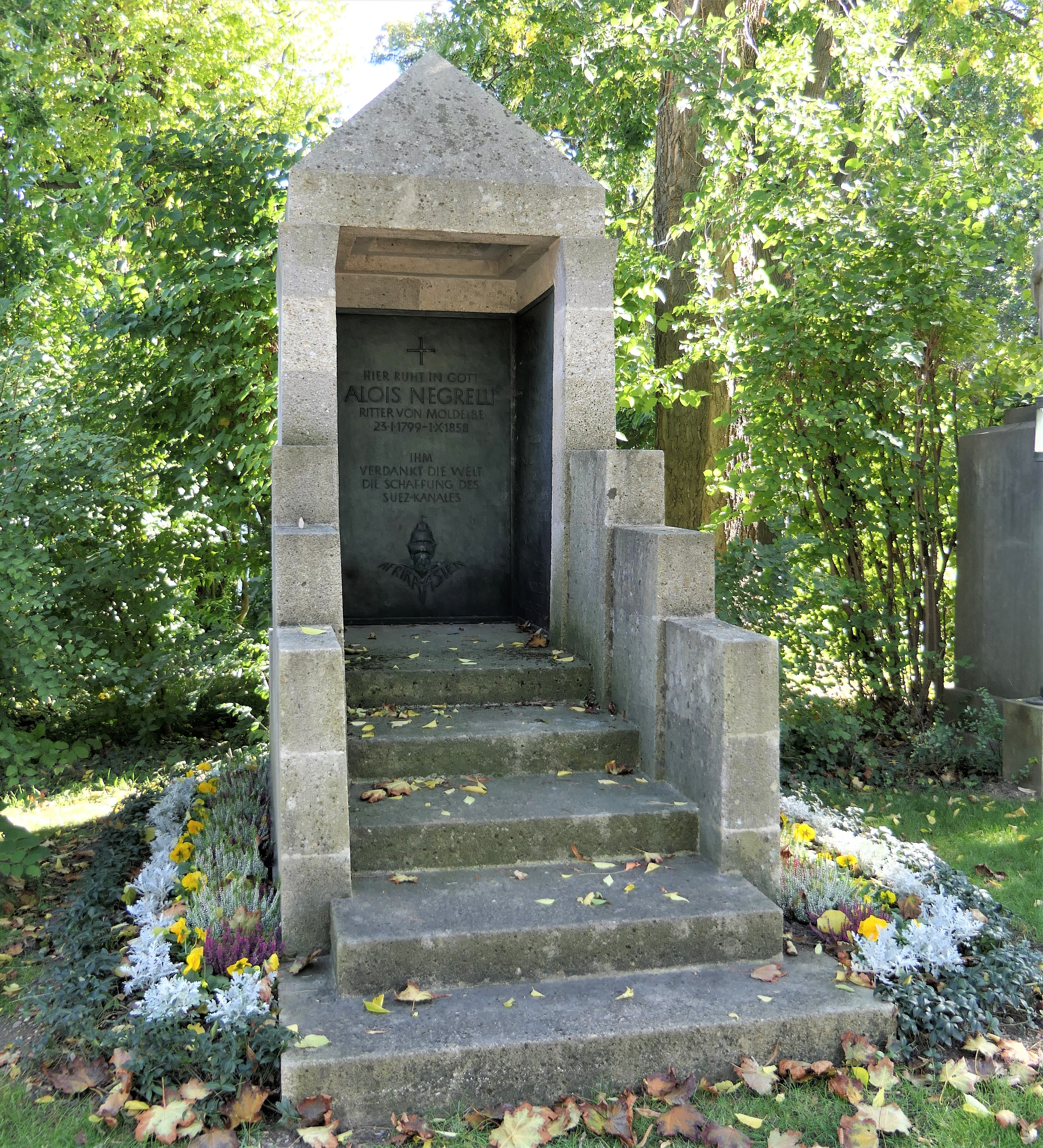
Sepulcre monumental de Negrelli al cementiri Zentralfriedhof a Viena

 Va morir abans la fi de l'obra del canal i de Lesseps van continuar l'obra. A la cerimònia d'inauguració de Lesseps va guardar tot l'honor per a si mateix i no va ni mencionar la contribució de Negrelli, el que va ser l'inici de querelles sobre l'autoria dels planols amb els hereus de l'enginyer. Com molts documents van desaparèixer, ja no és possible determinar quin va ser el seu paper exacte en la construcció del canal.
Tot i això, a mitjan segle xix va ser considerat com un dels enginyers ferroviaris prominents de l'època. A la seva tomba monumental al Cementiri Central de Viena es pot llegir l'epitafi: «Aqui jau Alois Negrelli […] El món li deu la construcció del Canal de Suez».

## Obres destacades

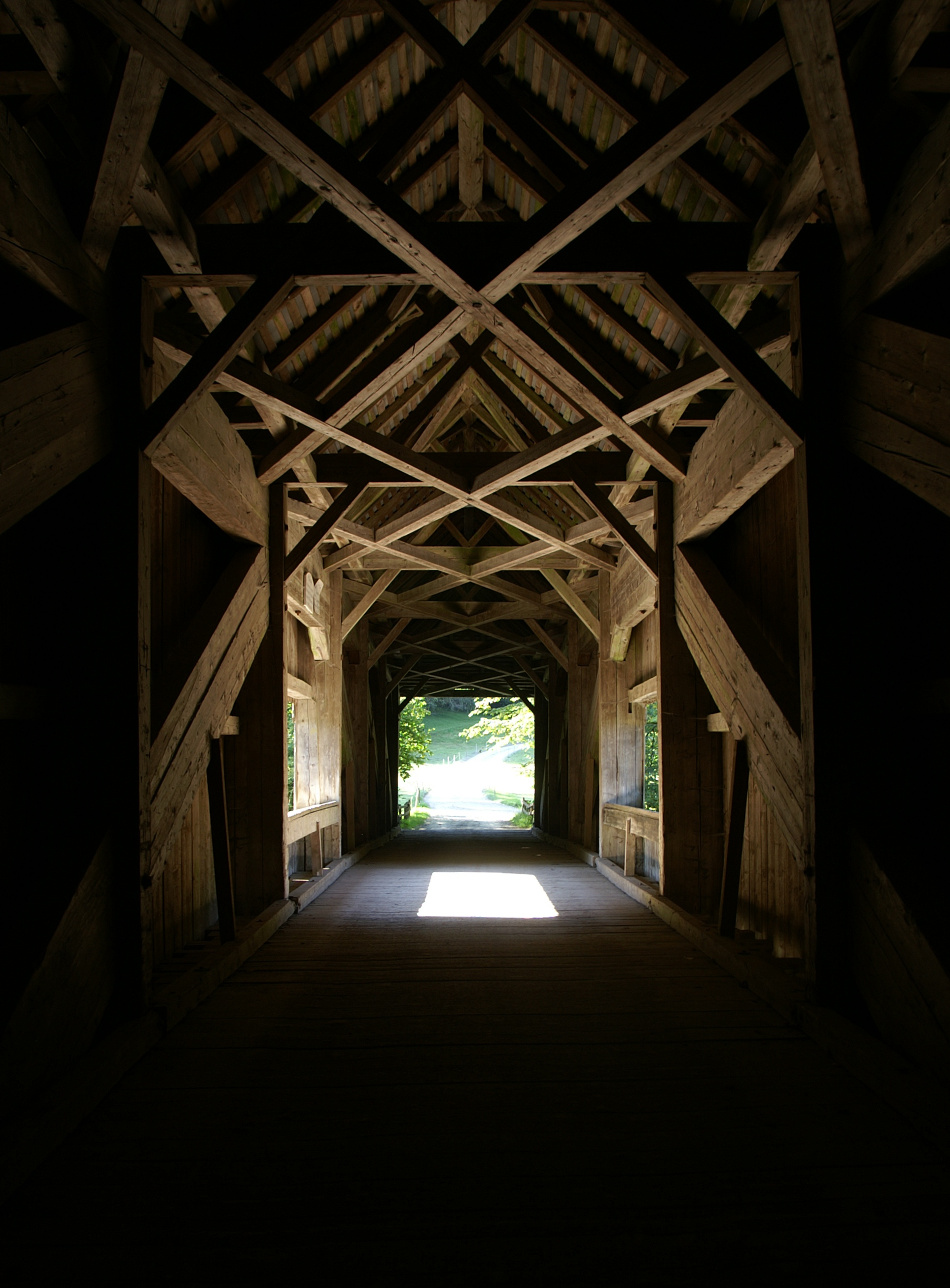
Pont Gschwendtobel a Lingenau (1830)
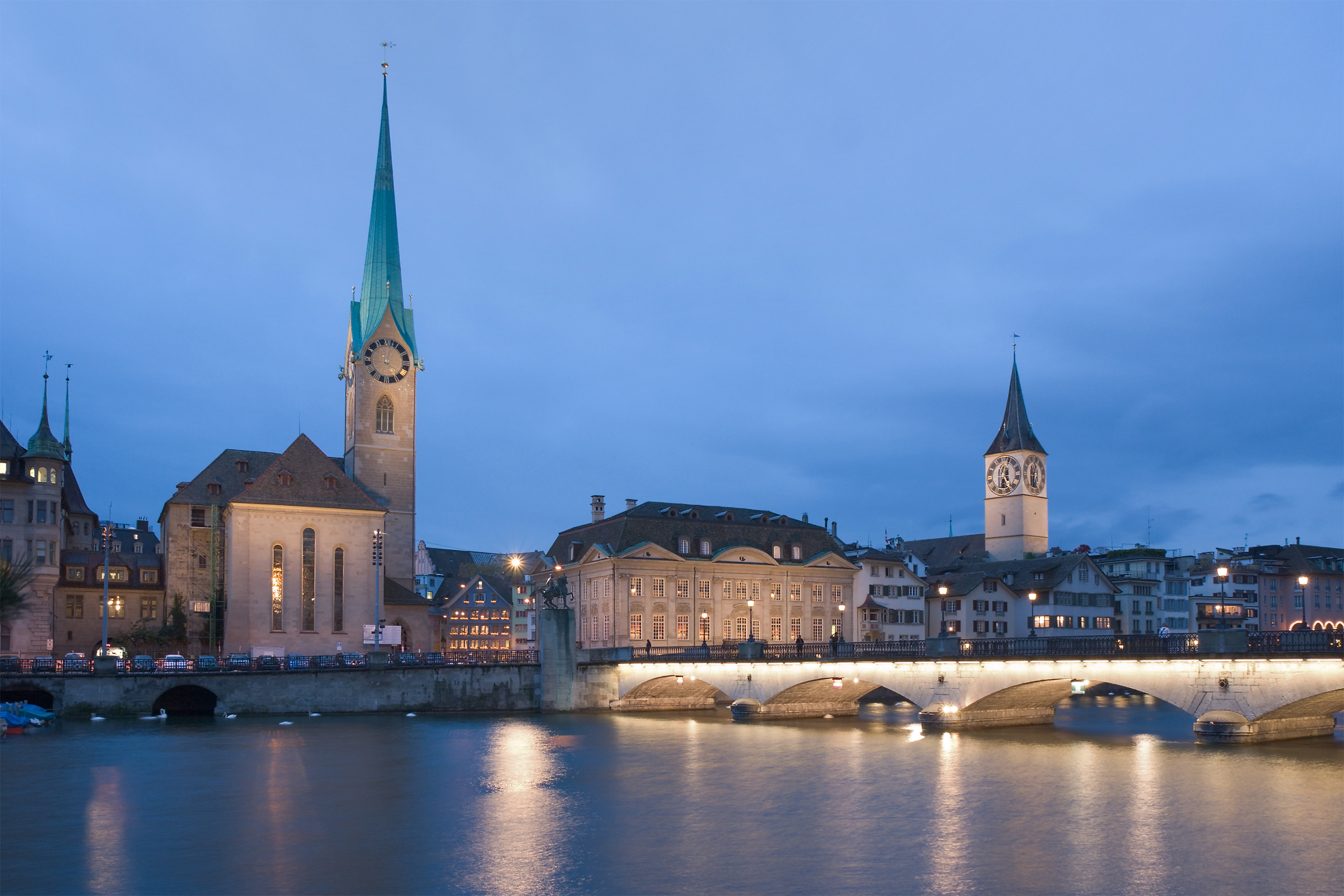
Pont Münsterbrücke a Zúric (1836–1838)
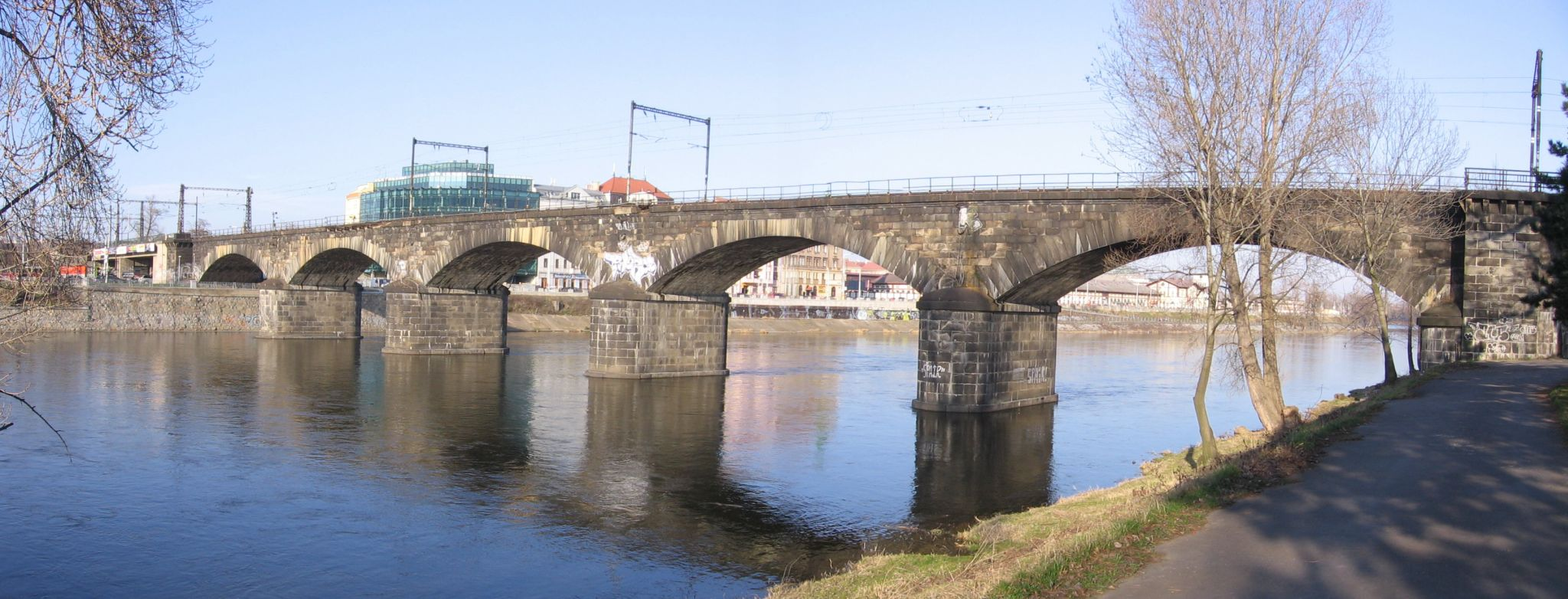
Pont Negrelli a Praga